# Химка (приток Москвы)
Хи́мка (Хи́нска, Хи́нка) — река в Москве и Московской области, левый приток Москвы-реки. По степени техногенной трансформации относится к I классу — сохранилась в открытом русле более чем на 90 %. По величине Химка является четвёртым левым притоком Москвы в черте города, уступая Яузе, Сходне и Нищенке.

## Гидрология
Длина реки составляет около 18 км, площадь водосборного бассейна — более 40 км². Исток реки расположен на южной окраине Химкинского леса, возле северной границы города Химки. Водоток проходит на юг. На протяжении 9 км от города Химки до района Покровское-Стрешнево на реке обустроено Химкинское водохранилище. Его плотина перехватывает практически весь речной сток, который поступает в Москву-реку вместе с волжской водой через канал имени Москвы и Сходненский деривационный канал. В районе Покровское-Стрешнево, после Химкинского водохранилища, река протекает на юго-запад под каналом имени Москвы и Волоколамским шоссе. Химка впадает в реку Москву возле устья канала имени Москвы.

## Притоки
Основными правыми притоками Химки являются реки Грачёвка, Захарковский ручей и безымянный ручей в районе Тушино. Притоки слева — Воробьёвка и Чернушка.

## Населённые пункты
На берегах Химки в пределах города Москвы располагались деревни Алёшкино, Химки, Захарково, Иваньково и село Никольское. На правом берегу сохранилась усадьба Козьмодемьянское. В долине реки расположены ценные природные объекты: Химкинский лесопарк, Захарковский сад, Парк Дружбы и природно-исторический парк Покровское-Стрешнево.

## Охрана природы
Долина реки в районе Покровское-Стрешнево с 1991 года является памятником природы. На этой территории встречаются травы, занесённые в Красную книгу Москвы, такие как ветреница лютичная, чина весенняя, хохлатка плотная, колокольчики широколистный, крапиволистный и другие. Большую ценность представляют заросли чёрной ольхи. Также на этом участке встречаются бобры. В реке водятся рыбы: плотвы, окуни, ерши, щуки, голавли и другие.

## Этимология
Точная версия происхождения названия неизвестна. В XV веке было распространено наименование Хинска, гидроним Хинка встречается в писцовых книгах с XVI века. Современное Химка возникло на рубеже XIX века в результате замены «н» на «м». Вероятно, название реки имеет балтийские корни и связано со словами «киминас» — мох, «хим» — низкорослый лес, кустарник. Также возможен переход из древнерусского языка от слова «хинь» — чепуха, пустяки, вздор. Не исключено антропонимическое происхождение гидронима от имени Хима, Евфимий или фамилии Химин.

## Галерея

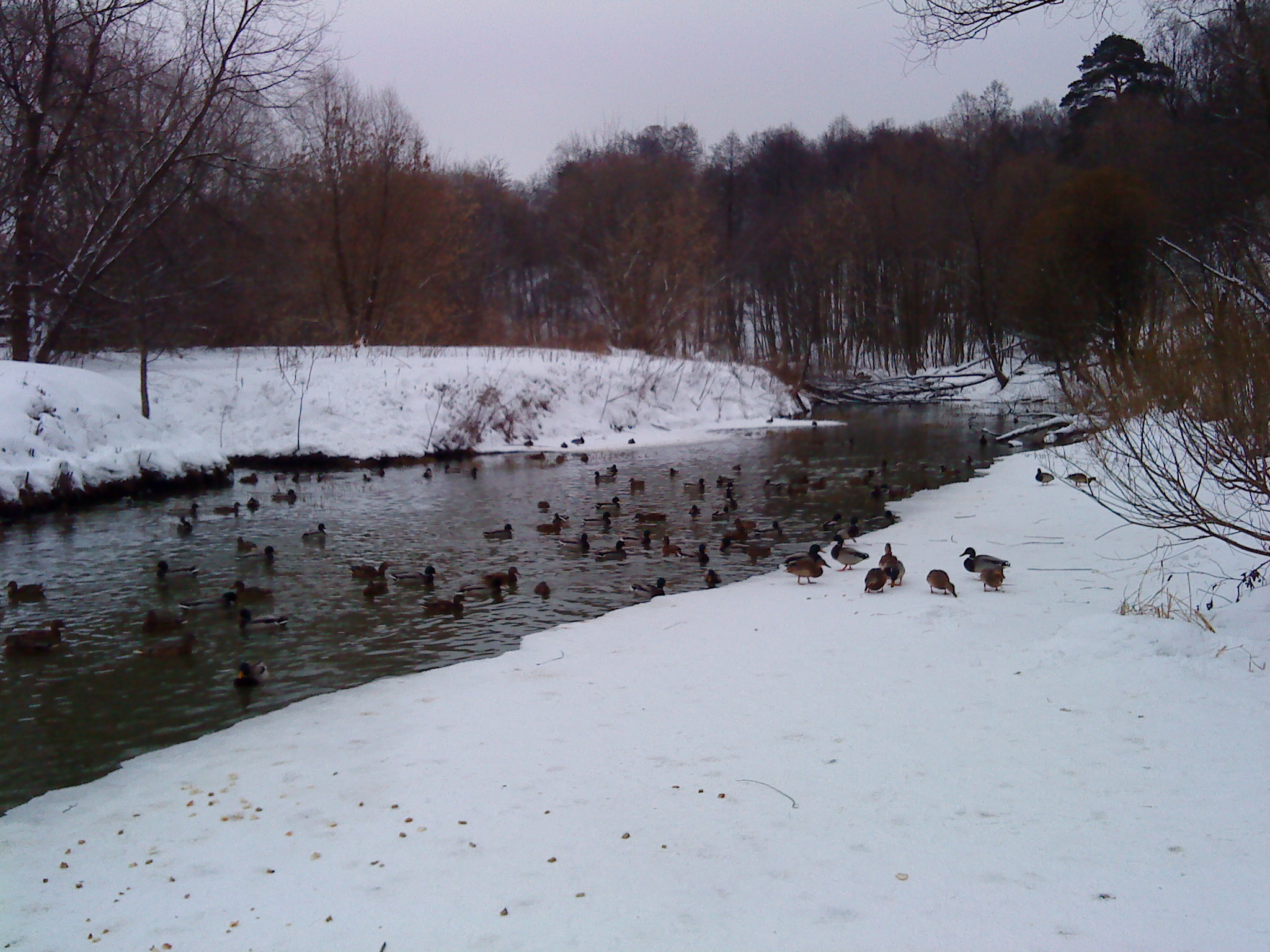
Химка в парке Покровское-Стрешнево, 2013 год
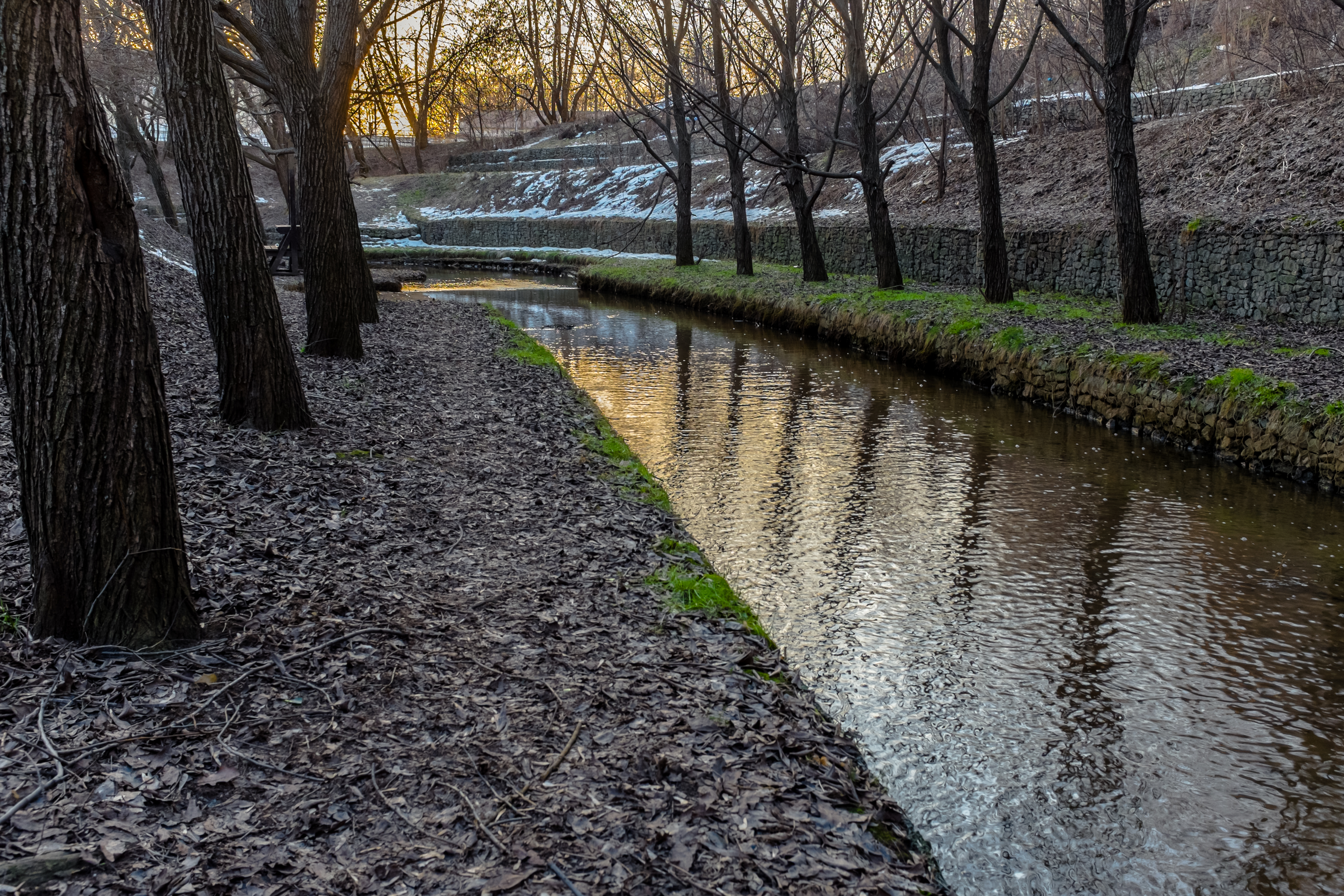
Химка к западу от канала имени Москвы, 2014 год
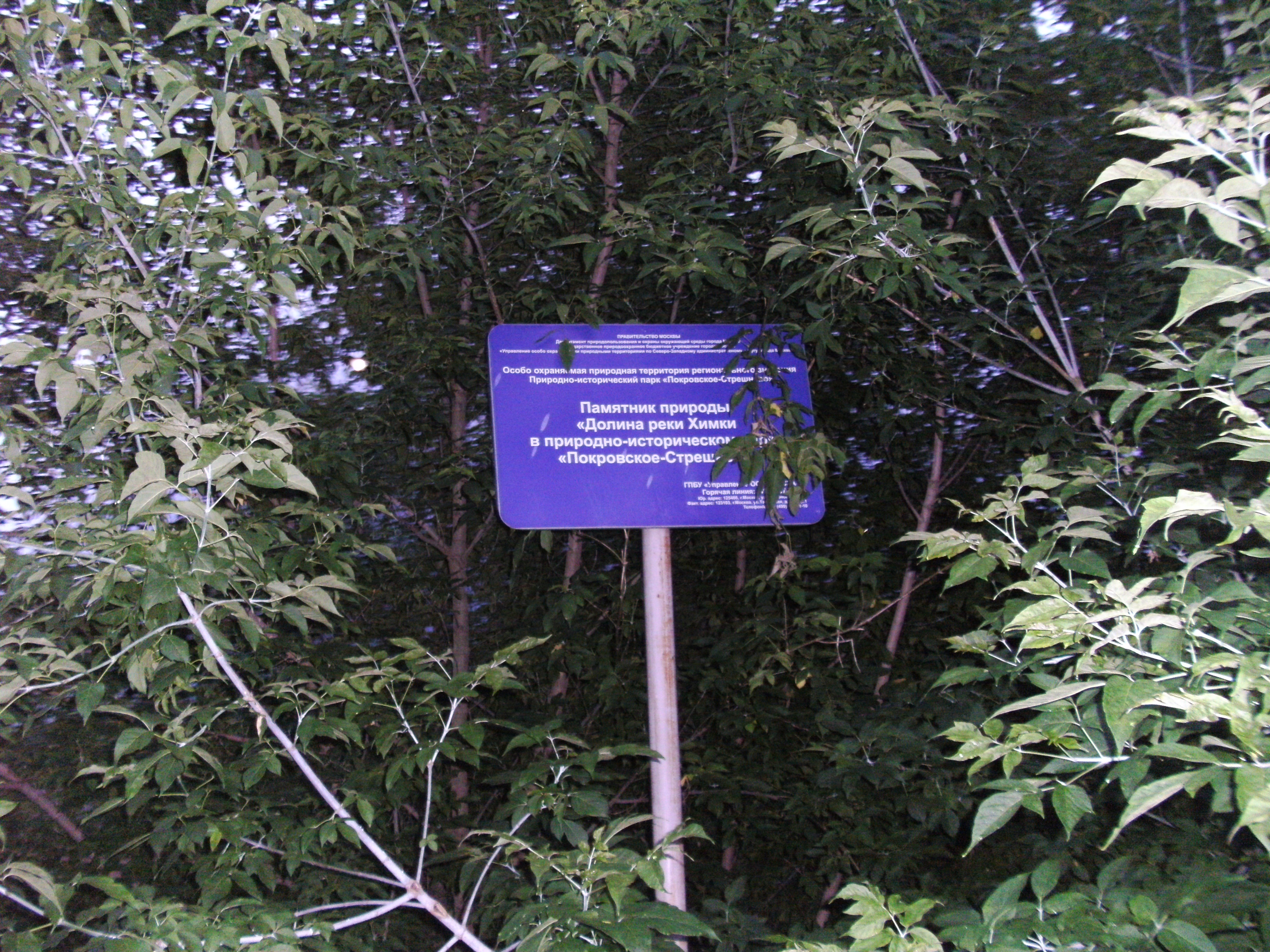
Информационный стенд у берега Химки в парке Покровское-Стрешнево, 2015 год
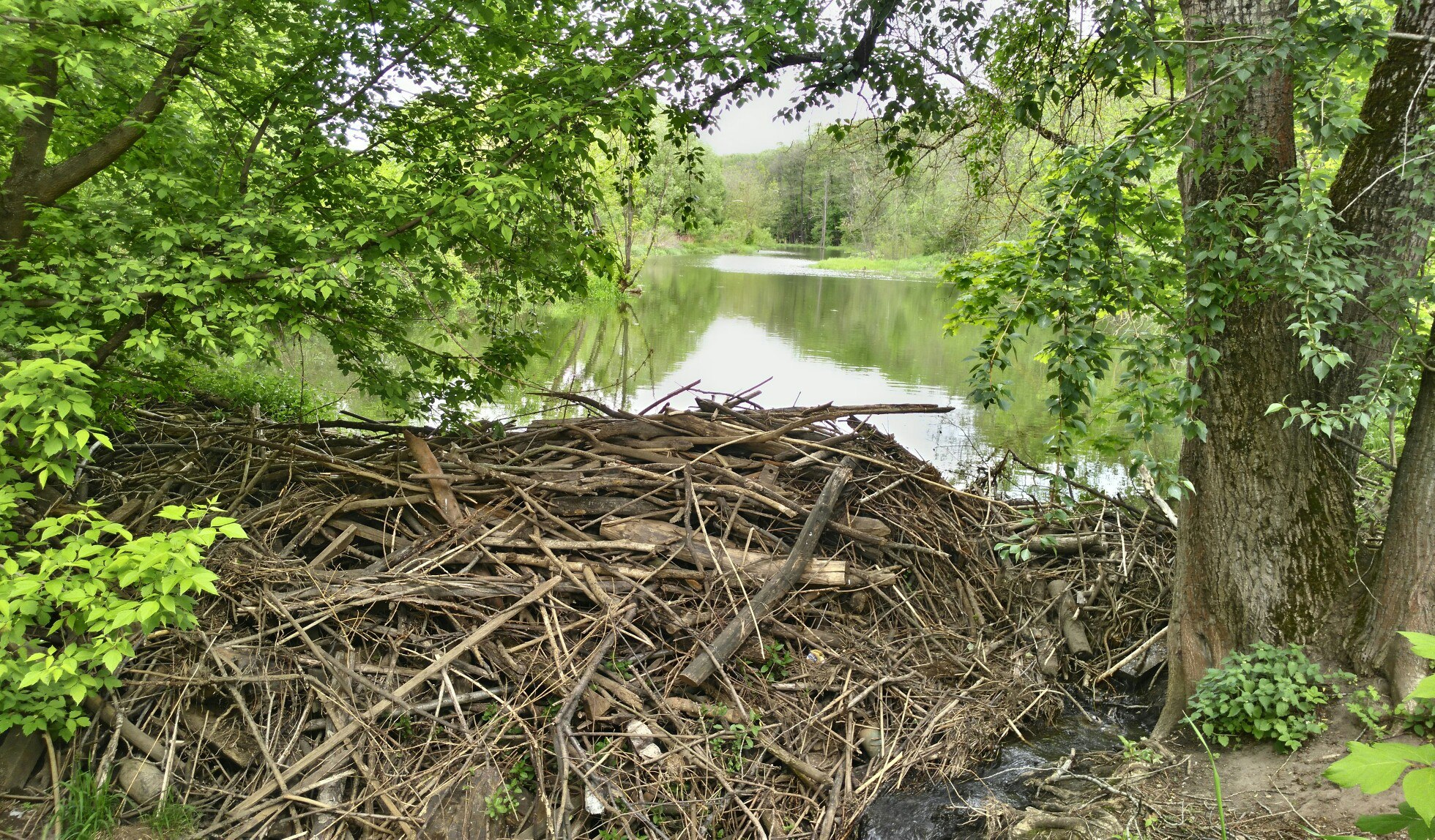
Долина реки Химки. Плотина. 2017 г.
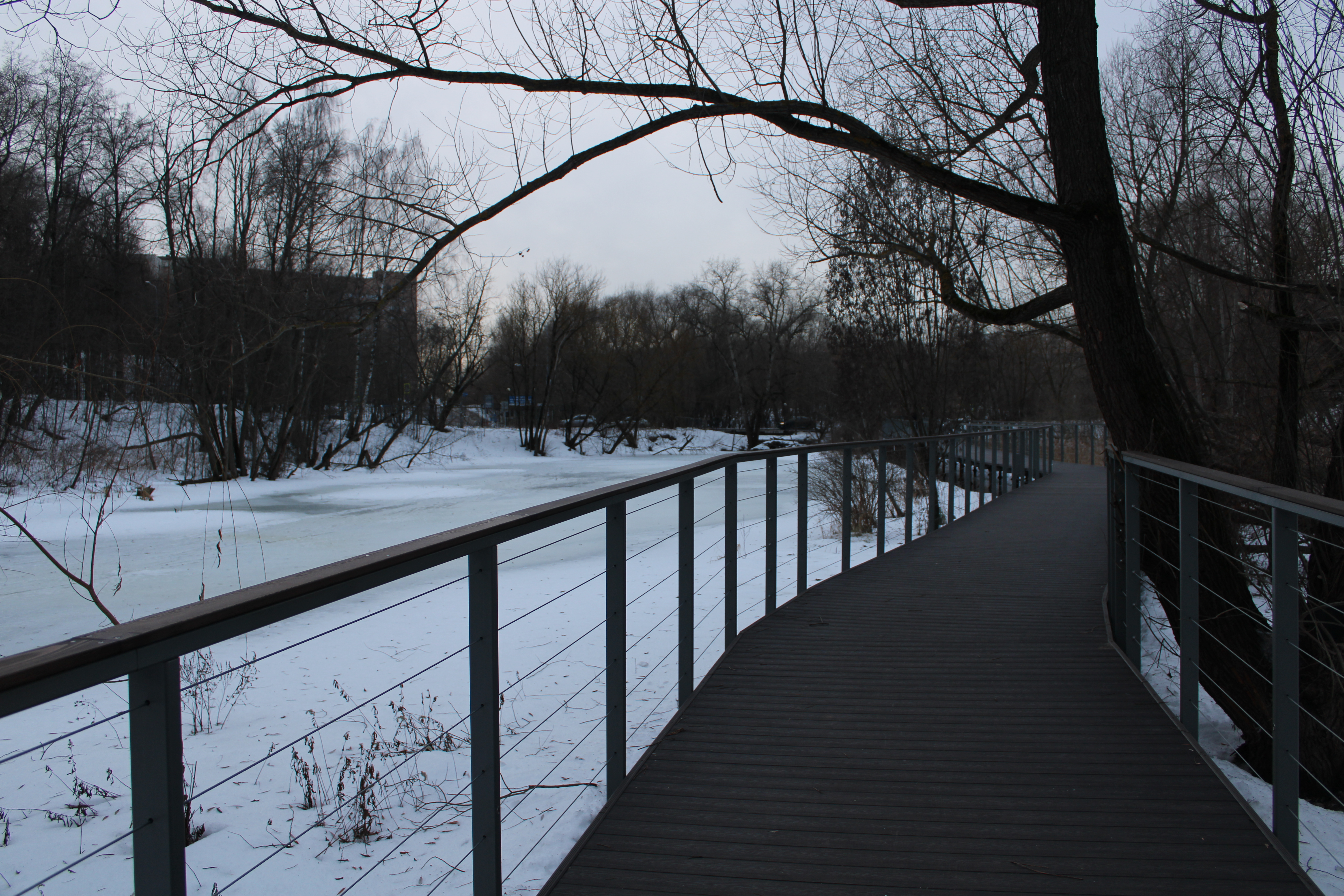
Прогулочная дорожка вдоль Береговой улицы